# Alekséi Nikanchikov
Alekséi Vladímirovich Nikanchikov –en ruso, Алексей Владимирович Никанчиков– (30 de julio de 1940-28 de enero de 1972) fue un deportista soviético que compitió en esgrima, especialista en la modalidad de espada.
Participó en dos Juegos Olímpicos de Verano en los años 1964 y 1968, obteniendo una medalla de plata en México 1968 en la prueba por equipos. Ganó diez medallas en el Campeonato Mundial de Esgrima entre los años 1962 y 1971.

## Palmarés internacional
| Juegos Olímpicos   | Juegos Olímpicos          | Juegos Olímpicos  | Juegos Olímpicos   |
| Año                | Lugar                     | Medalla           | Prueba             |
| ------------------ | ------------------------- | ----------------- | ------------------ |
| 1968               | Ciudad de México (México) | Medalla de plata  | Espada por equipos |
| Campeonato Mundial |                           |                   |                    |
| Año                | Lugar                     | Medalla           | Prueba             |
| 1962               | Buenos Aires (Argentina)  | Medalla de bronce | Espada por equipos |
| 1965               | París (Francia)           | Medalla de bronce | Espada por equipos |
| 1966               | Moscú (URSS)              | Medalla de oro    | Espada individual  |
| 1966               | Moscú (URSS)              | Medalla de plata  | Espada por equipos |
| 1967               | Montreal (Canadá)         | Medalla de oro    | Espada individual  |
| 1967               | Montreal (Canadá)         | Medalla de oro    | Espada por equipos |
| 1969               | La Habana (Cuba)          | Medalla de oro    | Espada por equipos |
| 1969               | La Habana (Cuba)          | Medalla de plata  | Espada individual  |
| 1970               | Ankara (Turquía)          | Medalla de oro    | Espada individual  |
| 1971               | Viena (Austria)           | Medalla de plata  | Espada por equipos |